# Океански вълни
„Океански вълни“ (на японски: 海がきこえる) е японски анимационен филм от 1993 година, романтична драма на режисьора Томоми Мочидзуки по сценарий на Кеико Нива, базиран на едноименния роман на Саеко Химуро.
В центъра на сюжета е гимназист в провинцилно градче, който се влюбва в наскоро дошла от столицата съученичка, но дълго време не предприема нищо, тъй като негов приятел също я харесва.